# Haplodrassus seditiosus
Haplodrassus seditiosus är en spindelart som först beskrevs av Lodovico di Caporiacco 1928.  Haplodrassus seditiosus ingår i släktet Haplodrassus och familjen plattbuksspindlar.
Artens utbredningsområde är Libya. Inga underarter finns listade i Catalogue of Life.